# حافظ استقلال
حافظ استقلال نام یکی از مطبوعات استان فارس در دوران قاجاریه است.
این روزنامه از سال ۱۳۳۴ هـ.ق به وسیله ابوالحسن دهقان در شیراز به چاپ رسیده است.